# Imran Khan
Imran Ahmad Khan Niazi PP, HI (Pashto/Urdu:عمران احمد خان نیازی; sinh ngày 5 tháng 10 năm 1952) là một chính trị gia Pakistan và cựu cầu thủ cricket, hiện thời là chủ tịch của đảng Pakistan Tehreek-e-Insaf,
và là ứng cử viên thủ tướng Pakistan trong cuộc Tổng tuyển cử Pakistan 2018. Ông là thành viên của Quốc hội Pakistan từ năm 2013 đến năm 2018, một vị trí ông đã thắng trong cuộc Tổng tuyển cử năm 2013. Trước khi bước vào sự nghiệp chính trị, Khan là một cầu thủ cricket và một người làm việc từ thiện. Ông chơi cricket quốc tế trong hai thập kỷ và sau đó phát triển các dự án từ thiện như Bệnh viện Ung thư tưởng niệm Shaukat Khanum & Trung tâm Nghiên cứu và Cao đẳng Namal.
Khan sinh ra trong một gia đình Pashtun ở Lahore, Punjab, vào năm 1952 và học tại Aitchison, Worcester, và sau đó tại trường Cao đẳng Keble, Oxford. Khan bắt đầu chơi cricket ở tuổi 13. Ban đầu chơi cho trường đại học của mình và sau đó cho Worcestershire Cricket Club, anh ra mắt chơi cho Pakistan ở tuổi 18. Sau khi tốt nghiệp từ Oxford, Khan gia nhập đội tuyển cricket quốc gia của Pakistan năm 1976, và chơi cho đến năm 1992. Khan cũng từng là đội trưởng của đội liên tục trong suốt năm 1982-1992. Ông, đáng chú ý, đã dẫn Pakistan đến chiến thắng tại World Cup Cricket 1992, chiến thắng đầu tiên và duy nhất của Pakistan trong loại thi đấu đó.
Khan về hưu từ môn cricket năm 1992 là một trong những cầu thủ thành công nhất của Pakistan. Tổng cộng ông đã thực hiện 3.807 lượt chạy và lấy 362 wickets trong các kỳ thi Test cricket, và là một trong tám cầu thủ cricket trên thế giới đã đạt được 'Triple-Aller's Triple' trong các trận đấu Test cricket. Sau đó, vào năm 2010, ông được đưa vào Đại sảnh vinh danh ICC Cricket. Năm 1991, ông đã phát động một chiến dịch gây quỹ để thành lập một bệnh viện ung thư để tưởng nhớ mẹ mình. Ông đã huy động được 25 triệu đô la để thành lập bệnh viện đầu tiên ở Lahore vào năm 1994, và sau đó vào năm 2015, một bệnh viện thứ hai ở Peshawar. Khan trở thành một nhà từ thiện và nhà bình luận nổi tiếng, và là hiệu trưởng của trường Đại học Bradford từ năm 2005 đến năm 2014 và là người nhận học bổng danh dự của Đại học Bác sĩ Hoàng gia Edinburgh năm 2012.
Vào tháng 4 năm 1996, Khan thành lập Pakistan Tehreek-e-Insaf (Phong trào Pakistan vì Công lý), một đảng chính trị trung tâm, và trở thành lãnh đạo quốc gia của đảng. Khan đã tranh cử một ghế trong Quốc hội vào tháng 10 năm 2002 và là thành viên đối lập từ Mianwali cho đến năm 2007. Ông lại được bầu vào quốc hội trong cuộc bầu cử năm 2013, khi đảng của ông trở thành đảng lớn thứ hai trong nước theo số phiếu. Khan là lãnh đạo quốc hội của đảng và lãnh đạo khối nghị viện lớn thứ ba trong Quốc hội kể từ năm 2013. Đảng của ông cũng lãnh đạo một chính phủ liên minh ở tỉnh tây bắc Khyber Pakhtunkhwa.
Vào ngày 30 tháng 1 năm 2024, một tòa án đặc biệt đã kết án Khan 10 năm tù sau khi kết luận ông phạm tội công khai nội dung của một bức điện bí mật do đại sứ Pakistan tại Washington gửi cho chính phủ ở Islamabad.